# Tomoyuki Sakai
Tomoyuki Sakai (酒井 友之, Sakai Tomoyuki, Saitama, 29 juni 1979) is een Japans voormalig voetballer die als middenvelder speelde.

## Japans voetbalelftal
Tomoyuki Sakai debuteerde in 2000 in het Japans nationaal elftal en speelde 1 interland.

## Statistieken
| Japans voetbalelftal | Japans voetbalelftal | Japans voetbalelftal |
| Jaar                 | Wed.                 | Dlp.                 |
| -------------------- | -------------------- | -------------------- |
| 2000                 | 1                    | 0                    |
| Totaal               | 1                    | 0                    |